# ناحیه المر، شهرستان سنت لوئیس، مینه سوتا
ناحیه المر (به انگلیسی: Elmer Township) یک منطقهٔ مسکونی در ایالات متحده آمریکا است که در شهرستان سنت لوئیس، مینه‌سوتا واقع شده‌است.
 ناحیه المر ۱۰۵٫۴ کیلومتر مربع مساحت و ۱۵۱ نفر جمعیت دارد و ۳۹۰ متر بالاتر از سطح دریا واقع شده‌است.